# 美因茲戰役
美因茲戰役爆發於1795年10月29日，為法國大革命戰爭中的一場奧地利與法國之間的戰役。戰役爆發於德國的西部的美因茲，結果由奧軍獲勝。